# Meridiano 154 E
O meridiano 154 E é um meridiano que, partindo do Polo Norte, atravessa o Oceano Ártico, Ásia, Oceano Pacífico, Australásia, Oceano Antártico, Antártida e chega ao Polo Sul. Forma um círculo máximo com o Meridiano 26 W.
Começando no Polo Norte, o meridiano 154º Este tem os seguintes cruzamentos:
| País, território ou mar | Notas |
| ----------------------- | --- |
| Oceano Ártico           | |
| Mar Siberiano Oriental  | |
| Rússia                  | |
| Mar de Okhotsk          | |
| Rússia                  | Ilhas Ekarma e Shiashkotan, Ilhas Curilas |
| Oceano Pacífico         | Passa a leste da ilha Minamitorishima, Japão · Passa a leste do atol Lukunor, Estados Federados da Micronésia · Passa a oeste da ilha Nissan, Papua-Nova Guiné |
| Mar de Salomão          | |
| Papua-Nova Guiné        | Ilha Rossel (Yela) |
| Mar de Coral            | passa nas Ilhas do Mar de Coral, Austrália |
| Oceano Pacífico         | |
| Oceano Antártico        | |
| Antártida               | Território Antártico Australiano, reivindicado pela Austrália                                                                                                  |